# Municipio de Middlecreek (condado de Snyder)
El municipio de Middlecreek (en inglés: Middlecreek Township) es un municipio ubicado en el condado de Snyder en el estado estadounidense de Pensilvania. En el año 2000 tenía una población de 1.971 habitantes y una densidad poblacional de 53 personas por km².

## Geografía
El municipio de Middlecreek se encuentra ubicado en las coordenadas 40°49′00″N 76°57′59″O / 40.81667, -76.96639.

## Demografía
Según la Oficina del Censo en 2000 los ingresos medios por hogar en la localidad eran de $39,250 y los ingresos medios por familia eran $42,460. Los hombres tenían unos ingresos medios de $30,262 frente a los $20,871 para las mujeres. La renta per cápita para la localidad era de $16,005. Alrededor del 5,9% de la población estaban por debajo del umbral de pobreza.